# Музикологија
Музикологија (грч. musike, logia) начна је анализа и на истраживањима базирана студија музике. Она се превасходно бави теоријом и историјом музике. Музиколошки департмани традиционално припадају хуманистичким наукама, мада су музичка истраживања често више фокусирана на научни рад (психолошки, социолошки, акустички, неуролошки, рачунски). Научник који учествује у музичком истраживању је музиколог.

## Залеђина
Филозофски трендови из 19. века који су довели до поновног успостављања формалног музиколошког образовања на немачким и аустријским универзитетима комбиновали су методе систематизације са еволуцијом. Ови модели су успостављени не само у области физичке антропологије, већ и културне антропологије. На то су утицале Хегелове идеје о уређењу „феномена” од једноставних ка сложеним, јер се етапе еволуције класификују од примитивних ка развијеним, а стадијуми историје од древних до модерних. Компаративне методе постале су све распрострањеније у различитим дисциплинама од анатомије до индоевропске лингвистике, а почев од 1880. године и у компаративној музикологији.

## Поддисциплине

### Историјска музикологија
Историја музике или историјска музикологија бави се композицијом, извођењем, рецепцијом и критиком музике током времена. Историјске студије музике се, на пример, баве животом и делима композитора, развојем стилова и жанрова (као што су барокни концерти), друштвеном функцијом музике за одређену групу људи (као што је дворска музика) или начинима извођења на одређеном месту и времену (као што је хор Јохана Себастијана Баха у Лајпцигу). Као и упоредива област историје уметности, различите гране и школе историјске музикологије истичу различите врсте музичких дела и приступа музици. Постоје и националне разлике у различитим дефиницијама историјске музикологије. У теорији, „историја музике“ би се могла односити на проучавање историје било које врсте или жанра музике (као што је историја индијске музике или историја рока). У пракси, ове истраживачке теме се чешће разматрају у оквиру етномузикологије (види доле) и обично се претпоставља да „историјска музикологија” подразумева музику западне уметности европске традиције.
Методе историјске музикологије обухватају проучавање извора (посебно проучавање рукописа), палеографију, филологију (посебно критику текста), критику стила, историографију (избор историјске методе), музичку анализу (анализу музике ради проналажења „унутрашње кохерентности“) и иконографију. Примена музичке анализе за постизање ових циљева често је део музичке историје, иако је чиста анализа или развој нових алата музичке анализе вероватније виђена у области теорије музике. Историчари музике стварају низ писаних производа, од чланака у часописима који описују њихова тренутна истраживања, нових издања музичких дела, биографија композитора и других музичара, студија дужине књиге или поглавља универзитетских уџбеника или читавих уџбеника. Историчари музике могу проучавати питања у блиском фокусу, као у случају научника који испитују однос између речи и музике за уметничке песме датог композитора. С друге стране, неки научници заузимају шири поглед и процењују место дате врсте музике, као што је симфонија у друштву, користећи технике преузете из других области, као што су економија, социологија или филозофија.

### Нова музикологија
Нова музикологија је термин који се примењује од касних 1980-их на широк опсег радова који наглашава проучавање културе, анализу и критику музике. Такав рад може бити заснован на феминистичким, родним студијама, квир теорији или постколонијалној теорији, или раду Теодора В. Адорна. Иако је нова музикологија настала унутар историјске музикологије, нагласак на проучавању културе у оквиру западне уметничке музичке традиције ставља нову музикологију на спој између историјских, етнолошких и социолошких истраживања у музици.
Нова музикологија је била реакција на традиционалну историјску музикологију, која, према Сузан Маклери, „брзо проглашава питања музичког значења недоступнима онима који се баве легитимном учесности.“ Чарлс Розен, међутим, узвраћа да Маклери „поставља, попут многих 'нових музиколога', сламнати аргумент за обарање, догму да музика нема никакво значење, и ни политички нити друштвени значај.” Данас многи музиколози више не праве разлику између музикологије и нове музикологије, јер је познато да су многа научна питања која су некада била повезана са новом музикологијом већ била део главног тога музикологије, тако да се термин „ново“ више не примењује.

### Етномузикологија
Етномузикологија, некадашња компаративна музикологија, проучава музику у њеном културном контексту. Често се сматра антропологијом или етнографијом музике. Џеф Тод Титон је то назвао проучавањем „људи који стварају музику“. Иако се најчешће бави проучавањем незападне музике, она такође укључује проучавање западне музике из антрополошке или социолошке перспективе, културолошке студије и социологију као и друге дисциплине друштвених и хуманистичких наука. Неки етномузиколози првенствено спроводе историјске студије, али већина је укључена у дугорочна посматрања учесника или комбинују етнографске, музиколошке и историјске приступе у свом теренском раду. Стога се етномузиколошка изучавања може окарактерисати као значајна, интензивна компонента теренског рада, која често укључује дуготрајни боравак у заједници која се проучава. Уско повезана са етномузикологијом је нова грана социомузикологије. На пример, Ко (2011) је у социомузикологији Хонгконга предложио хипотезу „Двописмено и тримузичко“.

### Популарне музичке студије
Студије популарне музике, познате, „погрешно“, као популарна музикологија, појавиле су се током 1980-их када је све већи број музиколога, етномузиколога и других варијанти историчара америчке и европске културе почео да пише о популарној музици прошлости и садашњости. Први часопис који се фокусирао на студије популарне музике био је Популарна музика који је почео да излази 1981. године. Исте године формирано је академско друштво посвећено искључиво овој теми, Међународно удружење за проучавање популарне музике. Оснивање удружења је делимично мотивисано интердисциплинарном агендом популарне музикологије, иако је групу карактерисао поларизовани „музиколошки“ и „социолошки“ приступ такође типичан за популарну музикологију.

### Онлајн журнали
Иако многи музиколошки часописи нису доступни онлајн или су доступни само путем портала са плаћањем приступа, узорковање рецензираних часописа у разним потпољима даје одређену идеју о музиколошким списима:
Следећим музиколошким часописима може се приступити онлајн користећи JSTOR (потребна је претплата за потпуни приступ). Многи од њих имају своја најновија издања доступна онлајн путем портала издавача (који обично захтевају накнаду за приступ).
- (1977–2004)
- (1968–2002)
- (1980–2004)
- (1981–2002)
- (1953–2003) (Society for Ethnomusicology)
- (1957–2002)
- -{The Journal of Musicology (1982–2004)